# Xorret de Catí
Xorret de Catí ist ein Berggebiet im Hinterland der Costa Blanca in der spanischen Provinz Alicante. Es befindet sich auf dem Gebiet der Gemeinde Castalla, zwischen den Orten Castalla und Petrer auf 1100 Metern Höhe.

## Geographie
Das Gebiet befindet sich in der Sierra del Fraile, deren höchster Punkt auf 1261 Metern über NN gelegen ist. Teilweise wird es auch Sierra de Catí genannt. Das Gebiet Xorret de Catí liegt nördlich der Sierra del Cid und westlich der Sierra del Maigmó. Es ist von Petrer oder Castalla zu erreichen. 

## Name
Das katalanische Wort Xorret steht für Wasserstrahl und bezieht sich auf eine Quelle der Rambla del Puça oder der Rambla de los Molinos, die in diesem Gebiet entspringt. 

## Radsport
Im Jahr 1998 führte die Vuelta a España erstmals durch das Berggebiet und nahm auf dem höchsten Punkt der CV-817 eine Bergwertung unter dem Namen Xorret de Catí ab, den die Auffahrt bis heute trägt. Bis dato wurde der Anstieg stets von der Nordseite befahren, die ihren Ausgangspunkt in Castalla hat. Nach drei leicht abschüssigen Kilometern beginnt die schmale Straße anzusteigen und weist auf den letzten 3,8 Kilometern eine durchschnittliche Steigung von fast 12 % auf. Zudem werden im mittleren Abschnitt maximale Steigungsprozente von bis zu 18 % erreicht. Der Anstieg verläuft in leichten Kurven in großteils bewaldetem Gebiet, bevor die Steigungsprozente auf den letzten Metern etwas abnehmen. Die Südseite, die bislang stets als Abfahrt genutzt wurde, ist deutlich leichter, wobei die Steigungsprozente der letzten zwei Kilometer im Schnitt ebenfalls über 10 % liegen. Ihren Ausgangspunkt hat die Südauffahrt in der Nähe von Elda, das rund 13 Kilometer von der Passhöhe entfernt liegt.
Der Anstieg des Xorret de Catí gilt als Bergwertung der 1. Kategorie. Er wurde bisher immer im Finale der Etappe, wenige Kilometer vor dem Ziel überquert. Nach der anschließenden Abfahrt erfolgt die Zielankunft unweit von Elda, wobei die Zielankunft ebenfalls den Namen Xorret de Catí trägt. Bei den bisherigen Austragungen der Vuelta a España, wurde der Anstieg stets in der ersten Woche der Rundfahrt befahren und sorgte so bereits im früh für eine Selektion im Gesamtklassement.
Bei der Erstbefahrung im Jahr 1998 stellte der Xorret de Catí den Schlussanstieg der 6. Etappe dar, ehe diese nach der anschließenden Abfahrt unweit von Elda zu Ende ging. Nachdem der gesamtführende Fabrizio Guidi zurückgefallen war, griff zunächst Lance Armstrong an, ehe José Maria Jiménez das Tempo erneut forcierte. Der Spanier holte die Fluchtgruppe ein und überquerte die Bergwertung der 1. Kategorie als Erster, ehe er die anschließende Abfahrt in Angriff nahm. Neben dem Etappensieg übernahm José Maria Jiménez auch das Gelbe Trikot des Gesamtführenden. Zwei Jahre später führte mit Eladio Jiménez ein weiterer Spanier über den Pass. Der Träger des Bergtrikots hatte innerhalb von vier Kilometern mehr als fünf Minuten auf den Ausreißer Fabio Roscioli aufgeholt und diesen auf den letzten Metern des Anstiegs passiert. In der Abfahrt hielt er die Gesamtklassement-Fahrer auf Distanz und gewann die Etappe mit einem Vorsprung von wenigen Sekunden. Im Jahr 2004 wiederholte Eladio Jiménez das Kunststück und sicherte sich erneut die Bergwertung und den Etappensieg. Nach längerer Abwesenheit kehrte der Xorret de Catí im Jahr 2009 ins Programm der Spanien-Rundfahrt zurück. Während sich Gustavo César Veloso die Bergwertung und den Etappensieg sicherte, forcierte Alejandro Valverde im Hauptfeld mehrmals das Tempo, konnte den Gesamtführenden Australier Cadel Evans jedoch nicht distanzieren. Nach der abschließenden Abfahrt sprintete Alejandro Valverde auf Platz drei und übernahm aufgrund der Zeitbonifikationen das Goldene Trikot des Gesamtführenden, das er bis zum Ende der Rundfahrt nicht mehr abgeben sollte. Im Jahr 2010 kam es im Anstieg erneut zum Großkampf der Gesamtklassement-Fahrer, wobei sich Joaquim Rodríguez, Vincenzo Nibali und Igor Antón von den restlichen Favoriten absetzten. Letzter übernahm nach der Etappe das neu eingeführte Rote Trikot des Gesamtführenden. Zuvor führte der Ausreißer David Moncoutié über die Bergwertung und gewann im Anschluss die Etappe.
Im Jahr 2017 gewann im Rahmen der 8. Etappe mit Julian Alaphilippe erneut jener Fahrer die Etappe, der auch die Bergwertung als Erster überquert hatte. Im Hauptfeld präsentierte sich der Gesamtführende Chris Froome als stärkster Fahrer und distanzierte im Roten Trikot fahrend seine Konkurrenten. Der Brite sollte das Führungstrikot nicht mehr abgeben und gewann nach der Tour de France eine zweite Grand Tour innerhalb eines Jahres.
Die bislang letzte Überquerung des Xorret de Catí fand im Jahr 2023 auf der 8. Etappe statt. Während Remco Evenepoel eine kleine Gruppe über die Bergwertung führte, musste er sich im Zielsprint dem Slowenen Primož Roglič geschlagen geben.
| Jahr | Etappe     | Bergwertung  | Auffahrt | Sieger der Bergwertung | Etappensieger        |
| ---- | ---------- | ------------ | -------- | ---------------------- | -------------------- |
| 1998 | 6. Etappe  | 1. Kategorie | Nord     | José Maria Jiménez     | José Maria Jiménez   |
| 2000 | 5. Etappe  | 1. Kategorie | Nord     | Eladio Jiménez         | Eladio Jiménez       |
| 2004 | 10. Etappe | 1. Kategorie | Nord     | Eladio Jiménez         | Eladio Jiménez       |
| 2009 | 9. Etappe  | 1. Kategorie | Nord     | Gustavo César Veloso   | Gustavo César Veloso |
| 2010 | 8. Etappe  | 1. Kategorie | Nord     | David Moncoutié        | David Moncoutié      |
| 2017 | 8. Etappe  | 1. Kategorie | Nord     | Julian Alaphilippe     | Julian Alaphilippe   |
| 2023 | 8. Etappe  | 1. Kategorie | Nord     | Remco Evenepoel        | Primož Roglič        |

Neben der Vuelta a Espana führte auch die Valencia-Rundfahrt bereits zweimal über den Anstieg.